# Cuscús
El cuscús (en lenguas bereberes: ⵙⴽⵙⵓ seksu o ⴽⵙⴽⵙⵓ keskesu, en árabe magrebí, الطعام، كسكسي، كسكس، سكسو, seksu, kuskus, kusksi, kesksu, t’am) es un plato hecho a base de sémola de trigo tradicional de la gastronomía del Magreb y cocina en África del Norte, en particular Argelia, Túnez, Marruecos y Mauritania.
Los ingredientes son sémola de trigo, que se cuece al vapor con verduras, garbanzos y carne roja o pollo, o solo con leche. El cuscús es un alimento que consiste en granos de sémola de trigo duro de tamaño medio de un milímetro de diámetro (tras el cocinado). Es un alimento básico en la cocina norteafricana.

## Etimología
Su nombre es la adaptación de la palabra francesa couscous, que deriva del bereber seksu, que significa "bien enrollado", "bien formado" o "redondeado". El nombre árabe norteafricano magrebí —كسكس kuskus, كوسكوس kūskūs, كسكوس kuskūs, también llamado en algunas zonas: al-ta'am الطعام, que en árabe significa ‘la comida’, ya que se le podría considerar como el plato principal en muchos de los pueblos del norte de África, y en algunas familias lo cocinan diariamente. El nombre arcaico de época andalusí era alcuzcuz.

## Historia

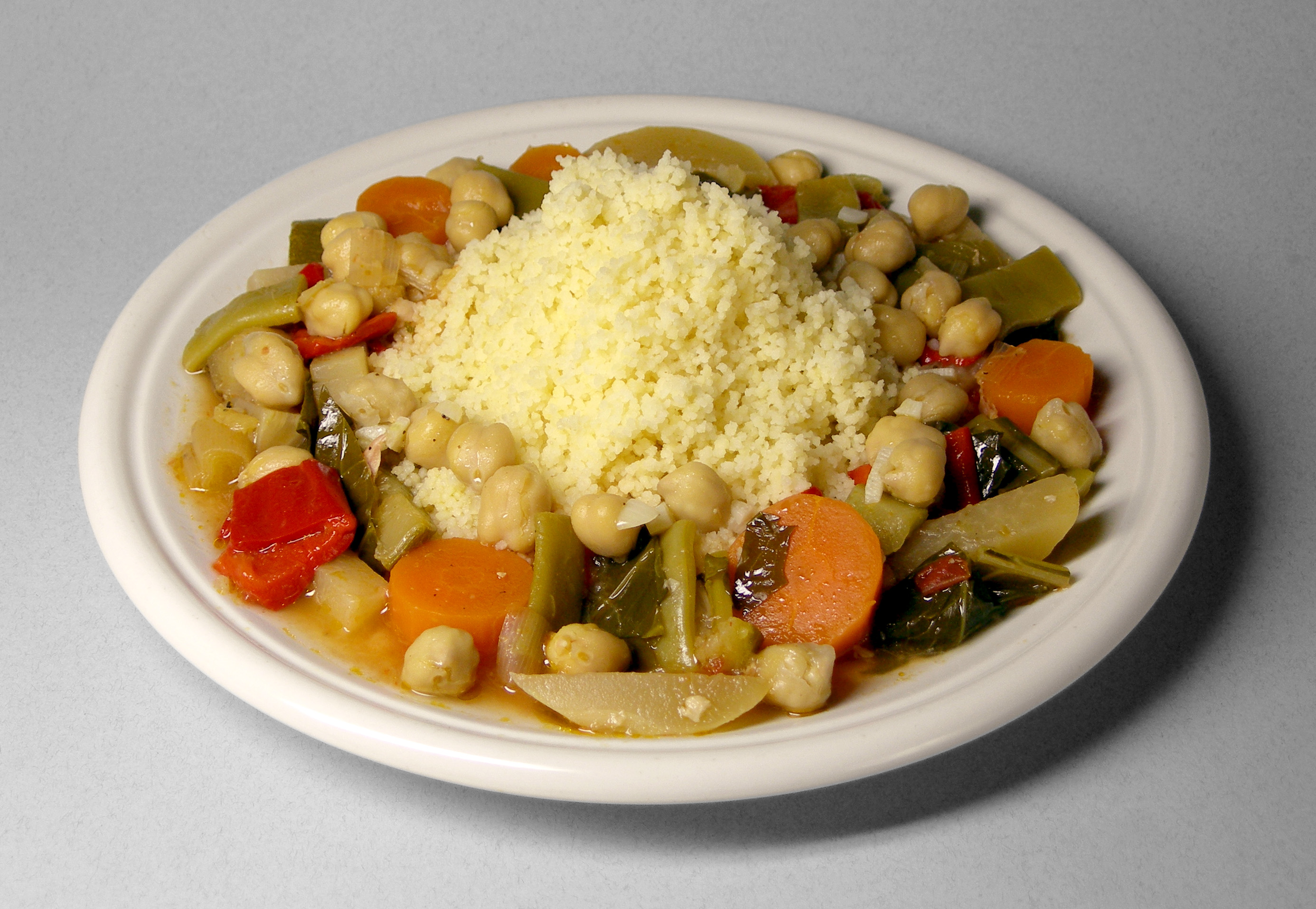
Cuscús, con garbanzos y verduras.

El origen del cuscús es incierto pero probablemente fue inventado por los bereberes. Lucie Bolens, de la Universidad de Ginebra, dice que los bereberes ya preparaban cuscús entre el año 238 al 149 a. C., describiendo las ollas primitivas de cuscús encontradas en las tumbas que datan del reinado del rey bereber númida Masinisa (en el actual norte de Argelia).
Una de las primeras referencias al cuscús procede de un escrito árabe anónimo del siglo XIII sobre cocina, Kitāb al-taṭbīj fī l-Magrib wa-l-Andalus (Libro de la cocina en el Mágreb y Al-Ándalus) en el que se menciona una receta para preparar el cuscús. El cuscús fue un plato muy apreciado en Al-Ándalus y luego entre la población morisca durante los siglos posteriores, como lo muestra el hecho de que en castellano antiguo exista una denominación para este plato: alcuzcuz. En valenciano aparece ya en el Tirant lo Blanch (1464) de Joanot Martorell, que lo menciona como "cuscusó" (cap. 137). Lo encontramos también con el nombre de "alcuzcuzú" en El retrato de la lozana andaluza de Francisco Delicado, novela publicada en Venecia en 1528: «...que en su poder deprendí hacer fideos, empanadillas, alcuzcuzú con garbanzos, arroz entero, seco, graso, albondiguillas redondas y apretadas con culantro verde...»  En el Quijote se menciona indirectamente, cuando, en el capítulo 9 de la Primera parte, el narrador contrata a un morisco para traducir del árabe unos manuscritos sobre don Quijote a cambio de «dos arrobas de pasas y dos fanegas de trigo». Francisco Rico, en su edición de la novela, comenta a propósito de este pasaje: «Con las pasas y la sémola del trigo se preparaba el alcuzcuz, plato muy apreciado por los moros».
Una de las referencias más tempranas al cuscús en el norte de Europa está en Bretaña en una especie de carta fechada en el 12 de enero de 1699. Siendo anterior una aparición en un texto de Provenza en el que un viajero llamado Jean Jacques Bouchard describe cómo se come un alimento similar al cuscús en Tolón en el año 1630. En la cocina francesa se introdujo a principios del siglo XX a través del imperio colonial y los pieds-noirs, donde acabó consumiéndose también ampliamente, siendo votado el tercer plato más popular en una encuesta en 2011.

## Composición

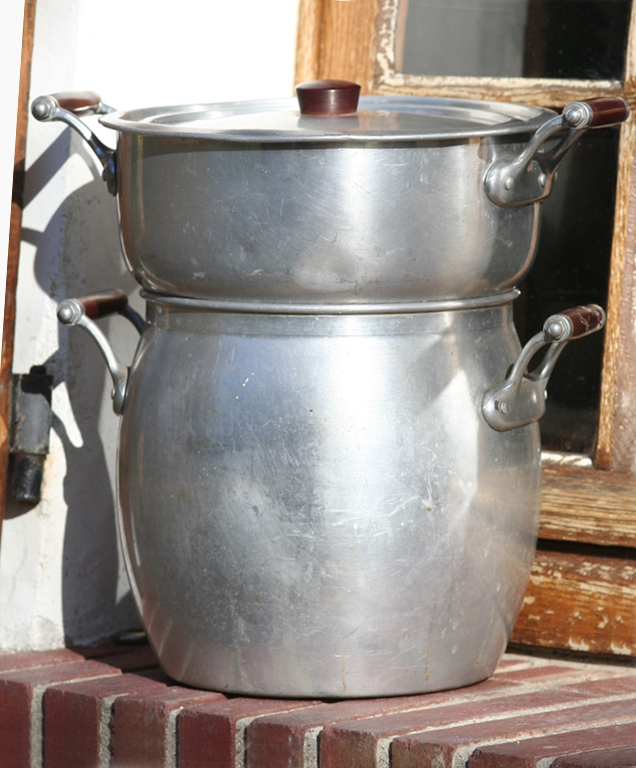
Recipiente para cocinar el cuscús.

El cuscús se hace tradicionalmente con sémola de la parte dura del trigo molida de tal forma que no se ha llegado a convertir en harina. Este proceso de molienda se puede hacer con otras especies cereales tales como cebada, mijo, sémola de maíz, arroz o granos de maíz.

## Cocinado

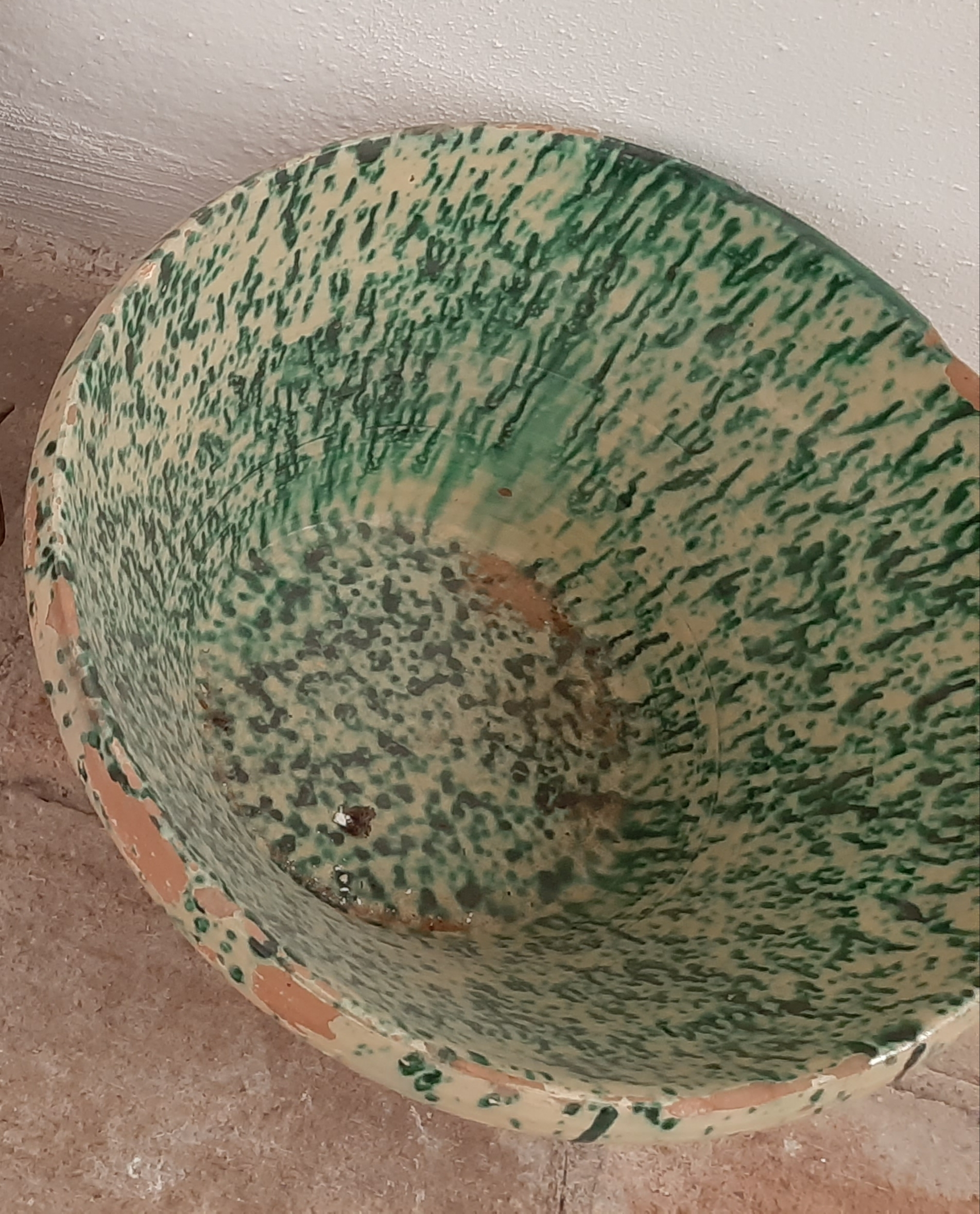
Recipiente de terracota para el cuscús,Trapani, Museo Cívico Nicola Barbato (Piana degli Albanesi).

La sémola  de trigo se cocina en una cuscusera especial que, como las vaporeras, tiene un colador por encima de la cazuela. En la parte de abajo se prepara un estofado de carne con verduras, de la que el cuscús es guarnición. Al final, tras varias horas de vaporizarlo, removiendo y rectificando lo necesario, se consigue una pasta suelta, vaporosa y desbordante de aroma.
Dependiendo del país el cuscús se prepara de una forma u otra. Pero normalmente se hace para acompañar platos de ternera, pollo (típico de Marruecos) y verduras, todo acompañado del indispensable harissa (en Túnez), puré de pimientos rojos picantes secos.
Los dos tipos de cuscús más conocidos en Marruecos son el de ternera y el de pollo. Con ocasión del Eid Al-Adha se prepara con cordero. El más común es el de ternera que suele acompañarse con verduras. El de pollo sin embargo se sirve acompañado de cebollas y uvas pasas caramelizadas con canela y garbanzos.
En Italia se cocina en Trapani (Sicilia) y se hace para acompañar platos de sopa de pescado. 
En Estados Unidos el cuscús es conocido popularmente como una variedad de la pasta.

## Argelia
- En la región de Kabylie (incluyendo Jijel) y hasta Argel, este plato se llama seksu y kseksou en Argel.[5]
- En Aurès, al este de Argelia, se le conoce como aberbuc (pronunciado aberbouch), seksu o taberbouchet en bereber chaoui, y barboucha en árabe.[6]
- En el norte de Constantina, en ciudades como Annaba, Skikda o Jijel (entre algunas tribus), se utiliza invariablemente el término cousksi (o kouski) y barbucha, derivado del bereber aberbuc, que significa “granos grandes”. En Constantina, este plato a veces se denomina naʿma (نعمة), que puede traducirse como “bendición”, y en la región de Mila se llama lem'hawar.[6]
- En Mzab, el couscous se llama uccu (pronunciado ouchou), palabra que proviene de la misma raíz bereber que ecc, que significa “comer”.[7]
- En Orán, al oeste de Argelia, se le conoce como taam (del arabe طعام, que significa "alimento", "plato", "comida"), o incluso *taam meftul, que significa couscous enrollado (طعام مَفْتُول*). Este mismo término es usado por los Ouled Naïl.[7]